# فرودگاه نپیر رنچ
فرودگاه نپیر رنچ (به انگلیسی: Napier Ranch Airport) یک فرودگاه خصوصی است که یک باند فرود چمن دارد و طول باند آن ۷۹۲ متر است. این فرودگاه در شهر رسبورگ، اورگن کشور ایالات متحده آمریکا قرار دارد و در ارتفاع ۱۴۷ متری از سطح دریا واقع شده‌است.